# Khabar
L'Agència Khabar (en kazakh: "Хабар" Агенттiгi, en rus: Агентство «Хабар») és un important mitjà de comunicació del Kazakhstan. Establert originalment en 1995 amb el nom d'Agència Nacional de Televisió i Notícies (en rus: Национальное Телевизионное Информационное Агентство), és en l'actualitat un dels organismes de radiodifusió més grans del país amb més de 13 milions de potencials espectadors. Emet programació i informatius diaris en rus, kazakh i anglès. Així mateix, posseeix quatre canals de televisió i una estació de ràdio. Cal destacar que, des de l'1 de gener de 2016 és membre associat de la Unió Europea de Radiodifusió.

## Serveis

### Ràdio
- Khabar Radio: Emet les 24 hores del dia una programació generalista en kazakh i rus. Emet des de 1995.

### Televisió
- Khabar TV: És l'encarregada d'emetre una programació generalista enfocada en programes informatius en rus i kazakh. S'encarrega de cobrir esdeveniments esportius com els Jocs Olímpics o la Copa Mundial de la FIFA.

- El Arna: És l'encarregada d'emetre una programació generalista íntegrament en kazakh. S'encarrega de cobrir esdeveniments especials com els Jocs Olímpics. Emet des de 2007 el Festival de la Cançó d'Eurovisió. Va ser llançat el 22 de març de 2000 i rellançat en el 2017 com un canal de cinema.

- Khabar 24: Canal informatiu 24 hores llançat l'1 de setembre de 2012. En 2016 presa la seva denominació actual.

- Kazakh TV: Llançat el 25 d'octubre de 2002, és un canal satelital disponible per a l'Àsia central, Europa, el Orient Mitjà i el nord d'Àfrica. Emet en rus, kazakh i anglès.[3]